# Furkan Kızılay

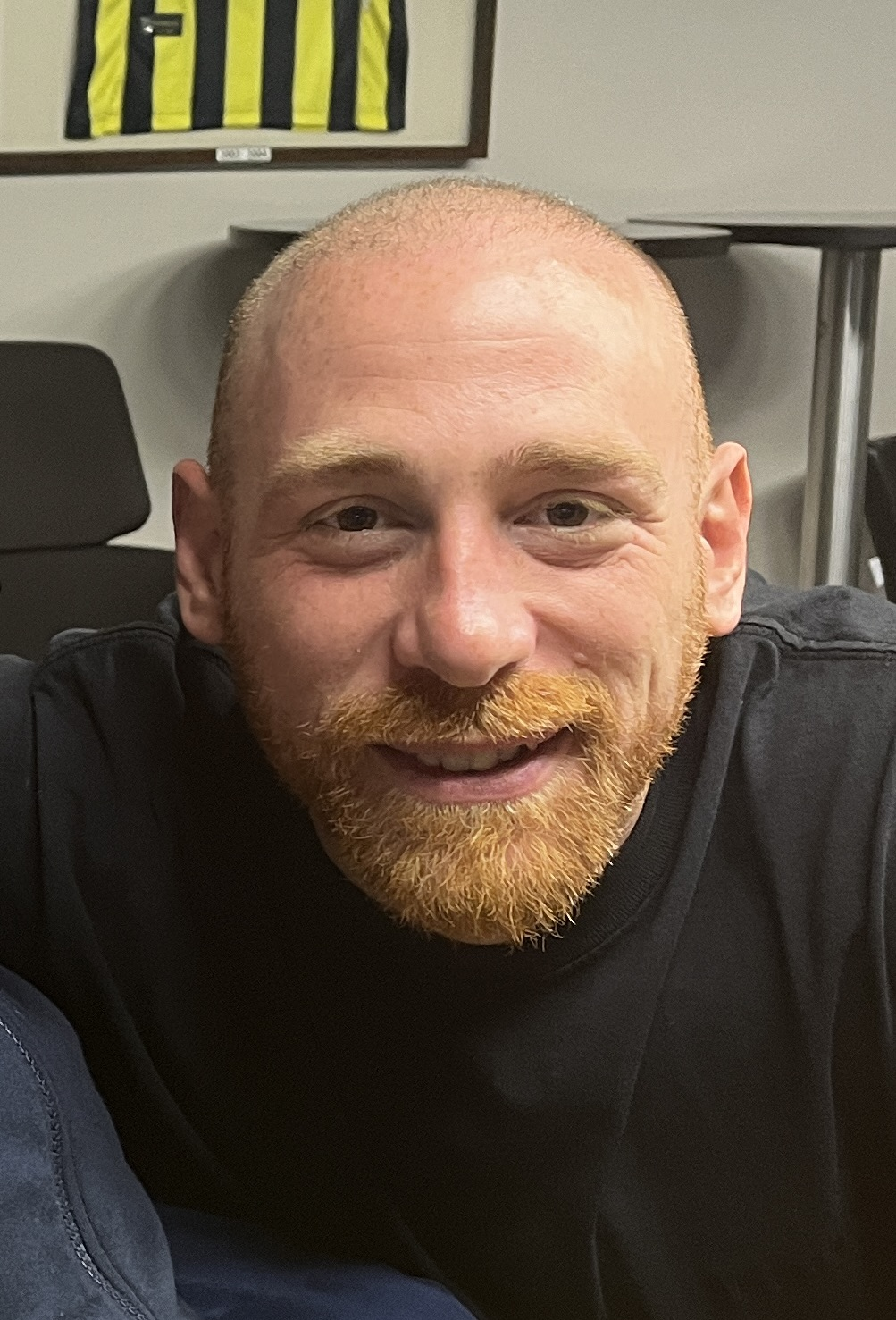
Furkan Kızılay als Jugendlicher

Furkan Kızılay (* 30. November 1990 in Istanbul) ist ein türkischer Schauspieler und Musiker.

## Leben und Karriere
Mit elf Jahren wurde Kızılay durch die in der Türkei beliebte Comedy-Serie Çocuklar duymasın (deutsch: Nicht, dass es die Kinder hören) einem größeren Publikum bekannt. Wegen seiner roten Haare wurde er dort „Havuç“ (deutsch: Karotte) genannt.
2006 spielte er im Film Emret Komutanım: Şah Mat mit. 2009 brachte er sein Rock-Album Aşksın Sen auf den Markt. Zur  gleichnamigen Single Aşksın Sen wurde ein Video veröffentlicht. 2010 wurde eine Fortsetzung der Serie Çocuklar duymasın aus dem Jahr 2001 beschlossen, an der er mitwirkte.
In den Jahren 2017 und 2022 nahm er an der Reality-Fernsehshow Survivor Türkiye teil.

## Filmografie

### Filme
- 1999: Kıvılcım
- 2001: Hayalköy
- 2007: Emret Komutanım: Şah Mat
- 2015: Hannas: Karanlikta Saklanan Yerli Korku
- 2016: Kolpaçino 3. Devre
- 2017: Organik Aşk Hikâyeleri

### Serien
- 2001: Dadı
- 2002–2005: Çocuklar Duymasın
- 2004–2005: Çocuklar Ne Olacak
- 2010–2012: Çocuklar Duymasın
- 2013–2014: Çocuklar Duymasın
- 2017: Meryem
- 2017–2018: Aslan Ailem

## Diskografie

### Alben
- 2009: Aşksın Sen

### EPs
- 2014: Her Yağmur Yağdığında

### Singles
- 2003: Havalı (mit Burcu Güven)
- 2010: Aşksın Sen
- 2010: Her Şey Senle
- 2011: Karamel Kokun
- 2014: Vura Vura
- 2020: Alsam Seni (mit Can Doe)
- 2021: Sıkıldım (mit Can Doe)
- 2022: İstanbul
- 2022: Fırtına
- 2022: Beklemem Ondan
- 2022: Kırmızı
- 2022: Mütemadiyen
- 2022: Yerdeyim (mit Gönül Filiz)
- 2022: Sıkıldım Senden
- 2023: Kaldırımlar (mit Alphan Kurtoğlu)